# Tell Judaidah
Tell Judaidah (Tell al-Judaidah) – tell, stanowisko archeologiczne w południowo-wschodniej Turcji w prowincji Hatay, jedno z większych usytuowanych w kompleksie wykopaliskowym w dolinie Amuk (Amuq) na obszarze Antiochii.
Pierwsze pracę wykopaliskowe w Tell Judaidah rozpoczął w latach 30. XX wieku amerykański archeolog James Breasted z Instytutu Orientalnego University of Chicago. Pracę kontynuowane przez Roberta Braidwooda wykazały istnienie osad ludzkich na terenie doliny Amuk w neolicie 6000 lat p.n.e., a bogate odkrycia ceramiki pomogły w ustaleniu sekwencji kolejnych form garncarstwa na terenach wschodniego basenu Morza Śródziemnego. Odkrycia archeologiczne  Tell Judaidah, między innymi bogato inkrustowane, miedziane tygle, sugerują użycie technik metalurgicznych już we wczesnym okresie neolitu, a z chalkolitu pochodzą pierwsze znalezione tam figurki ze stopów metali (4500 p.n.e.). W 1995 roku odkryto pozostałości grubych (1,5 m) murów z glinianych cegieł na kamiennym fundamencie, datowanych na czwarte tysiąclecie p.n.e. Z okresu wczesnego brązu pochodzą odnalezione w Tell Judaidah posążki kobiet wykonane z brązu (3400-2750 p.n.e.).